# ميلاني لين
ميلاني لين هي كاتبة غنائية ومغنية كندية، ولدت في 30 نوفمبر 1975.

## وصلات خارجية
- الموقع الرسمي
- ميلاني لين على موقع ميوزك برينز (الإنجليزية)
- ميلاني لين على موقع أول ميوزيك (الإنجليزية)